# 東洋宣教会きよめ教会
東洋宣教会きよめ教会(とうようせんきょうかいきよめきょうかい)はホーリネス系の団体。
1936年に誕生した、きよめ教会から、尾崎喬一を指導者として分離した。1941年日本基督教団成立時に参加せず、単立の宗教結社の道を選んだ。
ホーリネス弾圧事件の時に、日本聖教会、きよめ教会と共に、官憲の弾圧を受けた。尾崎は投獄され、教会は結社禁止処分を受けた。
戦後、尾崎を主管者として、再建された。きよめ教会と同様に、四重の福音を受け入れ、中田重治の強調したイスラエルの民族救いのために祈りに励んでいる。各地を祈りの家と称している。
1996年に東洋宣教団きよめキリスト教会と改称した。